# Landsmannschaft Salia Bonn
Die Landsmannschaft Salia zu Bonn im CC ist eine farbentragende, pflichtschlagende Studentenverbindung an der Rheinischen Friedrich-Wilhelms-Universität Bonn. Sie wurde ursprünglich am 1. November 1847 als Verein studierender Landwirte zu Poppelsdorf gegründet. Die Landsmannschaft Salia ist Mitglied im Coburger Convent (CC).

## Couleur und Wahlspruch
Die Mitglieder der Studentenverbindung tragen ein Band mit den Farben Schwarz-Grün-Rot, während die Fuchsenfarben schwarz-rot sind, und eine weiße Mütze. Ihr Wahlspruch lautet „Amicitia, Honor, Patria“ (Freundschaft, Ehre, Vaterland).

## Geschichte der einzelnen Fusionsverbindungen
Die heutige Landsmannschaft Salia entstand nach dem Zweiten Weltkrieg aus der Fusion und unter Fortführung der Tradition diverser Verbindungen, deren Einzelschicksale nachfolgend dargestellt sind.

### Anfänge 1847–1885
Am 17. Mai 1847 wurde in Anlehnung an die Universität Bonn die „Königliche höhere landwirtschaftliche Lehranstalt zu Poppelsdorf“ eröffnet. Am 1. November 1847 wurde der Verein studierender Landwirte zu Poppelsdorf gegründet. Sinn dieses Vereins war es, Verbindungen zwischen Dozenten und Studenten zu knüpfen, sowie Wissenschaft und Geselligkeit zu pflegen. In den ersten zehn Jahren gab es keine Statuten und jeder Student war automatisch Mitglied des Vereins.
Im Oktober 1860 wurde die landwirtschaftliche Lehranstalt zur „Königlich Preußischen Landwirtschaftlichen Akademie“. Der Verein nannte sich fortan Akademisch-Landwirtschaftlicher Verein (ALV).
Zum 50-jährigen Jubiläum der Bonner Universität 1868 wurde die erste Fahne mit den Farben Blau-Weiß-Rot angeschafft, um die Akademie als geschlossene Vereinigung vertreten zu können. Offiziell wurde die Verbindung am 20. November 1873 durch den Druck von Statuten, Geschäftsordnung und Kneipcomment. Die Prinzipien der Freundschaft, Geselligkeit und der Pflege der Wissenschaft wurden durch das der unbedingten Satisfaktion mit der Waffe ergänzt.
Die Akademie führte 1876 einen Studiengang für Kulturtechniker ein; im Sommersemester 1883 begann in Poppelsdorf der erste geodätische Studiengang in Preußen. Beide Studiengänge hatten großen Zulauf, während die Zahl der studierenden Landwirte auf niedrigem Niveau stagnierte. Das zahlenmäßige Übergewicht der neuen Studiengänge führte zu Streitigkeiten innerhalb des ALV. Schließlich trennte man sich am 5. Juni 1885 in größtem Zwist in eine Gruppe von ausschließlich Landwirten und eine zweite, die aus Kulturtechnikern, Geodäten und wenigen Landwirten bestand. Die Partei der Kulturtechniker hielt für die nächsten zwei Jahre vorerst noch den Namen Akademisch-Landwirtschaftlicher Verein bei, die Gruppe der reinen Landwirte nannte sich nach der Trennung Akademisch-Landwirtschaftlicher Verein Agraria.

### Agraria 1885–1935
Nach der 1885 erfolgten Gründung als Akademisch-Landwirtschaftlicher Verein Agraria wurde die Vereinssatzung von der Universität genehmigt. Agraria führte die Farben Schwarz-Rot-Hellblau. Ab 1903 lautete der Name Akademisch-Landwirtschaftliche Verbindung Agraria, die sich 1922 zum Corps Agraria im Rudolstädter Senioren-Convent (RSC) weiterentwickelte. Am 4. Februar 1930 wurde der Namen Rheinpreußen angenommen und durch den Rektor der Universität gebilligt. Das Fachprinzip fiel 1931, und Corps Rheinpreußen war von nun an eine Korporation an der Rhein. Friedrich-Wilhelms-Universität und nicht mehr nur an der Landwirtschaftlichen Hochschule (die 1934 als Landwirtschaftliche Fakultät der Universität Bonn eingegliedert wurde). Im Dritten Reich unter dem Duck des NS Deutschen Studentenbundes (NSDStB) löste sich das Corps Rheinpreußen 1935 auf, seine Mitglieder kamen später in der Kameradschaft Ernst-Moritz-Arndt wieder zusammen.

### Salia 1885–1936
Nachdem der Akademisch-Landwirtschaftliche Verein sich 1890 in Geodätisch-Kulturtechnischer Verein und 1893 in Freischlagende Verbindung Salia umbenannt hatte und das Fachprinzip aufgegeben worden war, wurde 1907 die nunmehr Landsmannschaft Salia in die Deutsche Landsmannschaft (DL) aufgenommen. Sie führte die Farben Hellblau-Weiß-Rot. Im Jahr 1933/1934 übernahm Salia das Präsidium der Deutschen Landsmannschaft (DL). Nach der Auflösung 1936 kamen die Mitglieder in der Kameradschaft Ernst-Moritz-Arndt, die das vom NSDStB übernommeneSalierhaus als Kameradschaftshaus bezog, wieder zusammen.

### Agronomia 1913–1936
Nach dem Austritt des ALV Agraria aus dem Verband Akademisch-Landwirtschaftlicher Vereine an deutschen Hochschulen war dieser Verband bemüht, erneut an der Landwirtschaftlichen Akademie Bonn-Poppelsdorf Fuß zu fassen.
Im Wintersemester 1912/13 führte dies zur Gründung des ALV Agronomia Bonn mit den Farben Schwarz-Grün-Rot und den Grundsätzen der Pflege der Wissenschaft und Freundschaft sowie der unbedingten Satisfaktion. Als offizielles Gründungsdatum wurde der 1. Januar 1913 festgelegt. Es entwickelte sich von Beginn an ein gutes Verhältnis zur Agraria. Nach Ende des Ersten Weltkriegs erfolgte 1919 die Umbenennung in Akademisch-Landwirtschaftliche Verbindung Agronomia. Im April 1929 wurde die Umstellung zum Corps Agronomia im Naumburger Senioren-Convent proklamiert.

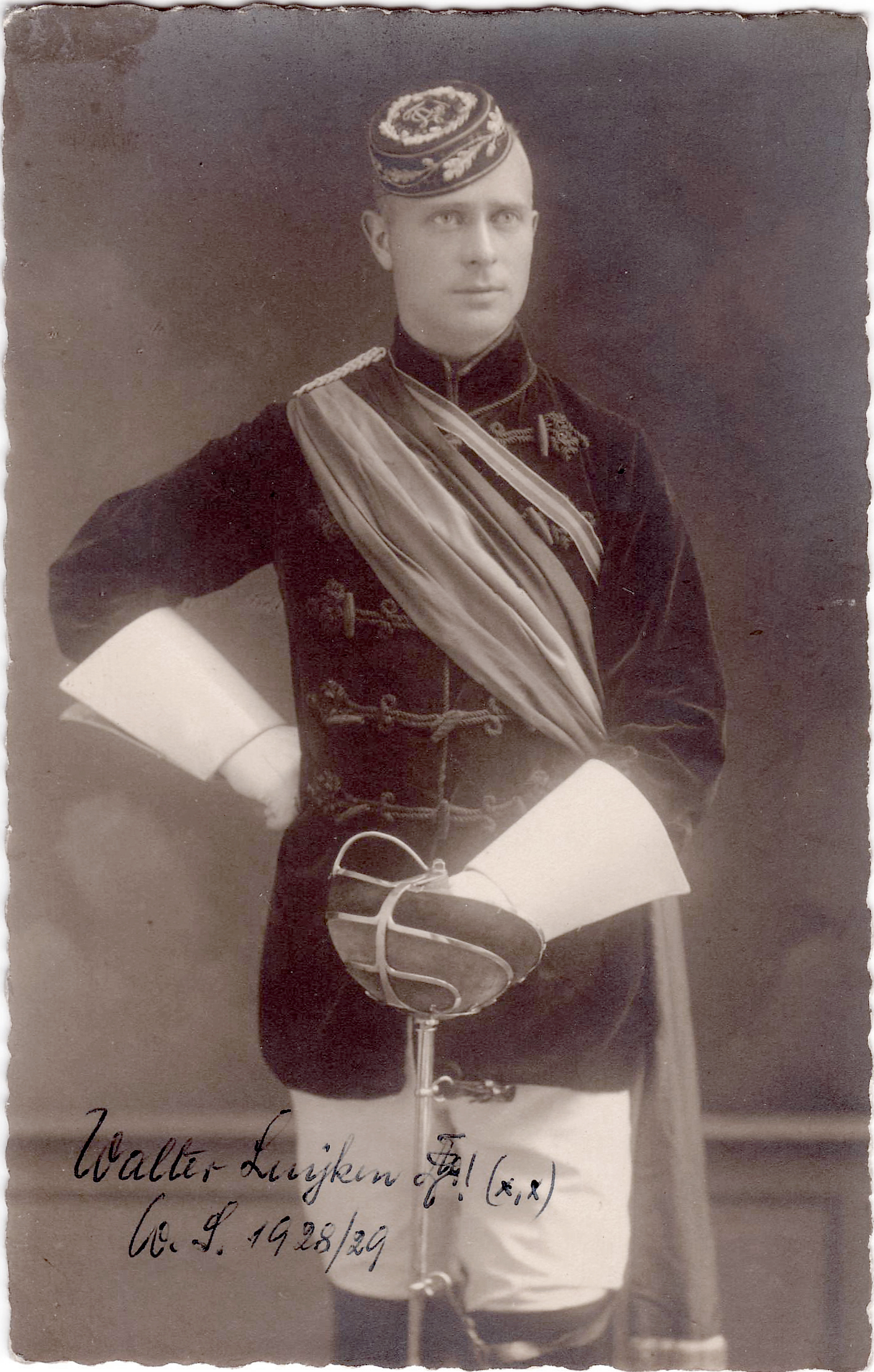
Chargierter des Corps Agronomia Bonn 1928

Nach der Machtergreifung der Nationalsozialisten traten im Corps Veränderungen ein: Im Sommersemester 1933 trat die Aktivitas dem NS-Deutschen Studentenbund bei. Das konnte aber nicht verhindern, dass auch Agronomia schließlich am 1. März 1936 die Suspendierung beschließen musste.

### Marksburgia 1873–1936
Am 10. Mai 1873 wurde der Medizinisch-Naturwissenschaftliche Verein (MNV) gegründet. Dieser erhielt im Jahre 1875 Korporationsrechte in der Bonner Studentenschaft und führte die Farben Rot-Gold-Violett sowie Wappen und Zirkel. Nach Aufgabe des Fachprinzips und Umbenennung in Landsmannschaft Marksburgia erfolgte 1929 der Eintritt in die Deutsche Landsmannschaft (DL). Am 31. März 1936 folgt auch hier die Auflösung. Ein großer Teil der Alten Herren trat der Kameradschaft Ernst-Moritz-Arndt bei.

### Prussia (Königsberg) 1909–1936
Nach dem Ersten Weltkrieg etablierten sich an der Königsberger Universität die meisten Korporationsverbände wieder aufs Neue. Einzig die DL war nicht durch einen Bund vertreten. Am 9. Januar 1920 gelang es, nach großen Bemühungen der DL-Inaktivenvereinigung, in Königsberg eine aktive Landsmannschaft Prussia zu gründen. Sie führte die Farben Schwarz-Weiß-Schwarz. Gründungsburschen waren Landsmannschafter aus allen Teilen Deutschlands.
Am 1. April 1930 fusionierte die Prussia mit dem ehemaligen RSC-Corps Palaio-Borussia mit den Farben Weiß-Schwarz-Weiß und führte fortan ein Vierfarben-Band in den Farben Schwarz-Weiß-Schwarz-Weiß und eine schwarze Tellermütze. Als Gründungsdatum wurde der 3. April 1909 festgelegt (Gründung von Palaio-Borussia). Die Landsmannschaft Prussia wurde mit Wirkung vom 1. März 1936 suspendiert und am 1. Mai desselben Jahres aufgelöst. Den Bundesbrüdern wurde der Eintritt in eine Kameradschaft des NSDStB freigestellt.
Nach dem Zweiten Weltkrieg beschloss der erste Alt-Herren-Convent in Oberhausen, die Tradition der Prussia fortzuführen. Gute Kontakte mit der Bonner Marksburgia führten am 15. November 1953 zur Fusion der Bünde.

### Kameradschaft Ernst-Moritz-Arndt 1936–1944
Als 1936 die Korporationen endgültig verboten wurden, schlossen sich die Landsmannschaft Salia, das Corps Agraria und die Landsmannschaft Marksburgia in der Kameradschaft Ernst-Moritz-Arndt zusammen. Ihr Kameradschaftshaus war das alte Salierhaus. Ziel dieses Zusammenschlusses war es, dass die Bundesbrüder zusammenhielten, um das Prinzip des Lebensbundes und das landsmannschaftliche und waffenstudentische Ideengut zu bewahren – auch wenn das demokratische Conventsprinzip der Korporationen dem Führerprinzip des NSDStB gewichen war. Die Tatsache, dass Salia und Agraria die gleichen Wurzeln hatten, erleichterte dieses Unternehmen. Da einige Alte Herren über genügend Einfluss verfügten, war es möglich, viele der alten Traditionen zu erhalten; so konnten noch Kneipen geschlagen und sogar Mensuren gefochten werden.
Mit dem Ausbruch des Zweiten Weltkrieges wurden alle Reservisten und Wehrpflichtigen eingezogen. Der Betrieb der Kameradschaft Ernst-Moritz-Arndt ging weiter, denn der NSDStB beorderte bei der Immatrikulation die Studenten in die Kameradschaften. Nach der Zerstörung des Kameradschaftshauses und der Universität Bonn im Jahr 1944 und mit dem Zusammenbruch des Dritten Reichs 1945 endete die Kameradschaft Ernst-Moritz-Arndt.

### Prusso-Marksburgia 1953–1968
Schon 1948 rekonstituierte sich Marksburgia als Medizinisch-Naturwissenschaftlicher Verein Marksburgia mit den Farben Rot-Gold-Violett. Im Jahr 1951 gehörte Marksburgia zu den Gründungsbünden des Coburger Convents (CC). Die Königsberger Landsmannschaft Prussia rekonstituierte sich 1951 in Bonn mit den Farben Schwarz-Weiß-Schwarz. Im Herbst 1953 schlossen sich die beiden Landsmannschaften Marksburgia und Prussia zur Landsmannschaft Prusso-Marksburgia im CC mit den Farben Schwarz-Weiß-Rot-Violett zusammen. Im Jahr 1965 wurde der Name in Landsmannschaft Prussia geändert. Prussia musste am 28. Oktober 1967 mit nur einem Aktiven suspendieren, nach Verhandlungen mit der Landsmannschaft Salia kam es am 20. Oktober 1968 zur Fusion der beiden Bünde.
Der Erlös aus dem Verkauf des Prussenhauses wurde dem gemeinnützigen Studentenförderungswerk Heinrich Menzel e. V., das aus einer Stiftung des Ehrenphilisters Heinrich Menzel aus dem Jahr 1958 entstand, zugeführt.

### Nachkriegszeit
Aus der Bonner Landwirtschaftlichen Fakultät kam im Wintersemester 1948/1949 der Anstoß, aus den Bünden Salia, Agraria/Rheinpreußen und Agronomia, die den gleichen Ursprung hatten, einen aktiven Bund zu formen. Die Alte-Herren-Vorsitzenden der drei Bünde beschlossen am 1. November 1948 zusammenzugehen und mit sieben gleichgesinnten Studenten die „Naturwissenschaftlich-Landwirtschaftliche Verbindung Salia“ (NLV Salia) zu gründen. Sie führte den alten Salia-Zirkel, die Farben der Agronomia sowie Mütze und Wahlspruch der Agraria. Aus ästhetischen Gründen wurden deren hellblaue Mützen jedoch später gegen die weißen Saliermützen getauscht. Auch das Prinzip der unbedingten Satisfaktion wurde wiederbelebt.
1951 entstand durch Verschmelzung der Deutschen Landsmannschaft (DL) mit dem Vertreter-Convent der Turnerschaften (VC) der Coburger Convent (CC), dem die NLV Salia bei dessen Gründung beitrat. Dies bedeutete die Aufgabe der unbedingten Satisfaktion. Seither ist der Name Landsmannschaft Salia zu Bonn im CC. Dank der Opferbereitschaft der Alten Herren und eines großzügigen Förderers konnte der Bund schon 1954 ein erstes eigenes Haus beziehen. Seit 1958 unterhält das Studentenwohnheim Dr. Carl-Theodor Georg e. V., dem die Alten Herren der Salia angehören, das Salierhaus und bietet günstigen Wohnraum für Studenten an.

### 1968–2000
Am 20. Oktober 1968 wurde die Fusion der Salia mit der Bonner Landsmannschaft Prussia auf einem Festkommers besiegelt. Im Jahr 1988/1989 übernahm Salia zum zweiten Mal das Präsidium des Verbandes. Die Semesterprogramme der Landsmannschaft Salia enthalten gesellige Veranstaltungen und Vorträge zu aktuellen Themen, durch die der Zusammenhalt von jungen Aktiven und Alten Herren gestärkt wird, sowie auch Bildungsseminare, bei denen das Studentenförderungswerk Heinrich Menzel e. V. unterstützt.

### Seit 2000
Im April 2010 besiegelten Salia und die Bonner Turnerschaft Cimbria-Istaevonia, die suspendieren musste, einen Vertrag über enge, freundschaftliche Zusammenarbeit. Die Cimbern-Istaevonen, von denen nach der Vertagung viele das Band der Landsmannschaft Salia aufnahmen, fanden eine neue Heimat auf dem Salierhaus. Die Salia-Aktivitas setzt die Tradition der Turnerschaft Cimbria-Istaevonia Bonn fort. Im Jahr 2022 konnte die Landmannschaft Salia das 175. Stiftungsfest feiern.

## Freundschaftsverhältnisse
- Landsmannschaft Rhenania Münster
- Landsmannschaft Merovingia Gießen zu Mainz

## Bekannte Mitglieder
- Adolf Barth (1852–1936), Mediziner (Hals-, Nasen-, Ohrenkrankheiten)
- Ferdinand August Schmidt (1852–1929), Arzt und Sportmediziner, Ehrenbürger der Stadt Bonn
- Berthold Otto Havenstein (1867–1945), Oberbürgermeister von Oberhausen, Ehrenbürger von Oberhausen
- Julius Strasburger (1871–1934), Hochschullehrer und Internist
- Otto Müller (1878–nach 1945), Richter, Reichsgerichtsrat
- Clemens Schmalstich (1880–1960), Komponist und Dirigent
- Hans Neikes (1881–1954), Marksburgia, Oberbürgermeister von Saarbrücken
- Carl-Theodor Georg (1884–1966), Plantagenbesitzer, Arzt und Krankenhausgründer in der Dominikanischen Republik
- Martin Schirmer (1887–1963), Kulturtechniker
- Walter Thoms (1899–1994), Betriebswirt, Vizepräsident der Humboldt-Gesellschaft für Wissenschaft, Kunst und Bildung
- Wolfgang Imle (1909–2001), Mitglied des Deutschen Bundestages, Präsident des Bundesverbandes der Heimkehrer, Kriegsgefangenen und Vermisstenangehörigen Deutschlands
- Gustav Comberg (1910–1984), Agrarwissenschaftler (Viehzucht)